# Hymenagaricus
Hymenagaricus is een geslacht van schimmels behorend tot de familie Agaricaceae. De typesoort is Hymenagaricus hymenopileus.

## Soorten
Volgens Index Fungorum telt het geslacht 15 soorten (peildatum oktober 2022):
| Soortnaam                    | Auteur(s)                                | Publicatiejaar |
| ---------------------------- | ---------------------------------------- | -------------- |
| Hymenagaricus alphitochrous  | (Berk. & Broome) Heinem.                 | 1981           |
| Hymenagaricus ardosiaecolor  | (Heinem.) Heinem.                        | 1985           |
| Hymenagaricus caespitosus    | D.A. Reid & Eicker                       | 1995           |
| Hymenagaricus canoruber      | (Berk. & Broome) Heinem. & Little Flower | 1984           |
| Hymenagaricus cylindrocystis | Heinem. & Little Flower                  | 1984           |
| Hymenagaricus fuscobrunneus  | D.A. Reid & Eicker                       | 1998           |
| Hymenagaricus hymenopileus   | (Heinem.) Heinem.                        | 1981           |
| Hymenagaricus kivuensis      | Heinem.                                  | 1984           |
| Hymenagaricus laticystis     | Heinem.                                  | 1985           |
| Hymenagaricus mlimaniensis   | Mwanga & Tibuhwa                         | 2014           |
| Hymenagaricus nigrovinosus   | (Pegler) Heinem.                         | 1981           |
| Hymenagaricus nigroviolaceus | Heinem.                                  | 1985           |
| Hymenagaricus olivaceus      | Heinem.                                  | 1985           |
| Hymenagaricus pallidodiscus  | D.A. Reid & Eicker                       | 1999           |
| Hymenagaricus saisamornae    | Kumla & Suwannar.                        | 2021           |